# Македонска голгота (1923)
„Македонска голгота“ с подзаглавие Издание на Щипското благотворително братство в София е вестник близък до Вътрешната македонска революционна организация. Печата се в печатница „Свети Климент“. Мотото му е „Македония за македонците!“. Публикува очерк за Тодор Александров, помества снимки от Македония и на македонски революционни дейци. Излиза в един брой на 5 август 1923 година.